# Karem da Silva
Karem Borges da Silva (ur. 31 sierpnia 1979) – brazylijska lekkoatletka, tyczkarka.

## Osiągnięcia
| Rok  | Zawody                          | Miasto | Miejsce    | Wynik |
| ---- | ------------------------------- | ------ | ---------- | ----- |
| 2001 | Mistrzostwa Ameryki Południowej | Manaus | 3. miejsce | 3,70  |

Medalistka mistrzostw Brazylii. Była rekordzistka kraju (3,90 m w 2000).

## Rekordy życiowe
- Skok o tyczce – 4,00 (2005)
- Skok o tyczce (hala) – 3,95 (2008)